# Doga Kobo
Doga Kobo inc. (株式会社動画工房, Kabushiki kaisha Dōga kōbō) est un studio d'animation japonaise situé à Nerima dans la préfecture de Tokyo, au Japon, fondé le 11 juillet 1973.

## Histoire
Le 11 juillet 1973, Megumu Ishiguro et Hideo Furusawa, animateurs vétérans de chez Toei Doga fonde le studio Doga Kobo. Le studio sous-traite alors l'animation pour d'autres grands studios comme Ghibli, Shin-Ei Animation (films Doraemon et Crayon Shin-chan) ou OLM (films Pokémon, etc). Le 11 juillet 2006, le studio devient une filiale de TYO et change de structure juridique pour une Kabushiki gaisha. Doga Kobo commence alors à faire ses propres productions avec la série télévisée Myself ; Yourself (en) en 2007. Le studio prend son indépendance de TYO le 23 avril 2009.
En juillet 2024, le conglomérat médiatique Kadokawa annonce qu'il a acquis une majorité de parts dans le studio, et que le studio en devenait une filiale.

## Filmographie

### Séries télévisées
| Année   | Titre                                                 | Dates de 1re diffusion | Dates de 1re diffusion | Nb. éps.   | Notes |
| Année   | Titre                                                 | Début                  | Fin                    | Nb. éps.   | Notes |
| ------- | ----------------------------------------------------- | ---------------------- | ---------------------- | ---------- | --- |
| 2007    | Myself ; Yourself (en)                                | 2 octobre 2007         | 25 décembre 2007       | 13         | Basée sur le visual novel produit par Yeti.                                                                           |
| 2008    | Yakushiji Ryōko no kaiki jikenbo (ja)                 | 5 juillet 2008         | 27 septembre 2008      | 13         | Basée sur le light novel écrit par Yoshiki Tanaka.                                                                    |
| 2008    | Koihime Musō (ja)                                     | 8 juillet 2008         | 23 septembre 2008      | 12         | Basée sur le visual novel produit par BaseSon.                                                                        |
| 2009    | Shin Koihime†Musō (ja)                                | 5 octobre 2009         | 21 décembre 2009       | 12         | Suite de Koihime†Musō.                                                                                                |
| 2009    | 11eyes                                                | 6 octobre 2009         | 25 décembre 2009       | 12         | Basée sur le visual novel produit par Lass.                                                                           |
| 2010    | Shin Koihime†Musō: Otome Tairan (ja)                  | 1er avril 2010         | 17 juin 2010           | 12         | Suite de Shin Koihime†Musō.                                                                                           |
| 2011    | Hoshizora e kakaru hashi (ja)                         | 11 avril 2011          | 27 juin 2011           | 12         | Basée sur le visual novel produit par Feng.                                                                           |
| 2011    | YuruYuri                                              | 5 juillet 2011         | 20 septembre 2011      | 12         | Basée sur le manga de Namori.                                                                                         |
| 2012    | YuruYuri♪♪                                            | 3 juillet 2012         | 18 septembre 2012      | 12         | Suite de YuruYuri. |
| 2012    | Natsuyuki Rendezvous                                  | 5 juillet 2012         | 13 septembre 2012      | 12         | Basée sur le manga de Haruka Kawachi.                                                                                 |
| 2013    | Mangirl! (ja)                                         | 3 janvier 2013         | 28 mars 2013           | 13         | Basée sur le yonkoma de Kagari Tamaoka.                                                                               |
| 2013    | GJ-bu (ja)                                            | 10 janvier 2013        | 28 mars 2013           | 12         | Basée sur le light novel écrit par Shin Araki.                                                                        |
| 2013    | Majestic Prince (ja)                                  | 4 avril 2013           | 19 septembre 2013      | 24         | Basée sur le manga de Rando Ayamine ; coproduite avec Orange.                                                         |
| 2013    | Love Lab (ja)                                         | 5 juillet 2013         | 27 septembre 2013      | 13         | Basée sur le yonkoma de Ruri Miyahara.                                                                                |
| 2013    | Devils and Realist                                    | 7 juillet 2013         | 22 septembre 2013      | 12         | Basée sur le manga de Madoka Takadono.                                                                                |
| 2013    | Itoshi no Muco (ja)                                   | 29 juillet 2013        | 23 décembre 2013       | 21         | Basée sur le manga de Takayuki Mizushina                                                                              |
| 2014    | Mikakunin de shinkōkei (en)                           | 9 janvier 2014         | 27 mars 2014           | 12         | Basée sur le yonkoma de Cherry Arai.                                                                                  |
| 2014    | Itoshi no Muco Season 2 (ja)                          | 27 avril 2014          | 5 octobre 2014         | 22         | Suite d'Itoshi no Muco.                                                                                               |
| 2014    | Gekkan Shōjo Nozaki-kun                               | 7 juillet 2014         | 22 septembre 2014      | 12         | Basée sur le yonkoma de Izumi Tsubaki.                                                                                |
| 2014    | Donten ni Warau (ja)                                  | 4 octobre 2014         | 20 décembre 2014       | 12         | Basée sur le manga de Karakara-Kemuri.                                                                                |
| 2015    | Plastic Memories                                      | 5 avril 2015           | 28 juin 2015           | 13         | Projet original. |
| 2015    | Mikagura School Suite (en)                            | 7 avril 2015           | 23 juin 2015           | 12         | Basée sur le light novel écrit par Last Note.                                                                         |
| 2015    | Himōto! Umaru-chan                                    | 9 juillet 2015         | 24 septembre 2015      | 12         | Basée sur le manga de Sankaku Head.                                                                                   |
| 2015    | Hidan no Aria AA                                      | 6 octobre 2015         | 22 décembre 2015       | 12         | Basée sur le manga de Chūgaku Akamatsu.                                                                               |
| 2016    | Luck & Logic (ja)                                     | 9 janvier 2016         | 26 mars 2016           | 12         | Projet original. |
| 2016    | Sansha sanyō (en)                                     | 11 avril 2016          | 27 juin 2016           | 12         | Basée sur le yonkoma de Cherry Arai.                                                                                  |
| 2016    | New Game!                                             | 4 juillet 2016         | 19 septembre 2016      | 12         | Basée sur le yonkoma de Shōtarō Tokunō.                                                                               |
| 2016    | Tōken Ranbu: Hanamaru (ja)                            | 3 octobre 2016         | 19 décembre 2016       | 12         | Basée sur le jeu sur navigateur produit par Nitroplus.                                                                |
| 2017    | Gabriel DropOut                                       | 9 janvier 2017         | 27 mars 2017           | 12         | Basée sur le manga de Ukami.                                                                                          |
| 2017    | Hina Logi ~from Luck & Logic~ (ja)                    | 1er juillet 2017       | 23 septembre 2017      | 12         | Série dérivée de Luck & Logic.                                                                                        |
| 2017    | New Game!!                                            | 11 juillet 2017        | 26 septembre 2017      | 12         | Suite de New Game!.                                                                                                   |
| 2017    | Himōto! Umaru-chan R                                  | 8 octobre 2017         | 24 décembre 2017       | 12         | Suite de Himōto! Umaru-chan.                                                                                          |
| 2018    | Tōken Ranbu: Hanamaru (ja)                            | 8 janvier 2018         | 26 mars 2018           | 12         | Suite de Tōken Ranbu: Hanamaru.                                                                                       |
| 2018    | Tada Never Falls in Love (en)                         | 5 avril 2018           | 28 juin 2018           | 13         | Projet original. |
| 2018    | UzaMaid! (en)                                         | 5 octobre 2018         | 21 décembre 2018       | 12         | Basée sur le manga de Kanko Nakamura.                                                                                 |
| 2018    | Anima Yell! (en)                                      | 7 octobre 2018         | 23 décembre 2018       | 12         | Basée sur le yonkoma de Tsukasa Unohana.                                                                              |
| 2019    | Watashi ni tenshi ga maiorita!                        | 8 janvier 2019         | 26 mars 2019           | 12         | Basée sur le yonkoma de Nanatsu Mukunoki.                                                                             |
| 2019    | Sewayaki kitsune no Senko-san (ja)                    | 10 avril 2019          | 26 juin 2019           | 12         | Basée sur le manga de Rimukoro.                                                                                       |
| 2019    | Dumbbell : Combien tu peux soulever ?                 | 3 juillet 2019         | 18 septembre 2019      | 12         | Basée sur le manga de Yabako Sandrovich et de MAAM.                                                                   |
| 2020    | Koisuru Asteroid (ja)                                 | 3 janvier 2020         | 27 mars 2020           | 12         | Basée sur le manga de Quro.                                                                                           |
| 2020    | Sing « Yesterday » for Me                             | 5 avril 2020           | 21 juin 2020           | 12 + 6     | Basée sur le manga de Kei Tōme.                                                                                       |
| 2020    | Diary of Our Days at the Breakwater (ja)              | 7 avril 2020           | 22 septembre 2020      | 12         | Basée sur le manga de Yasuyuki Kosaka ; première diffusion interrompue en raison de la pandémie de Covid-19 au Japon. |
| 2020    | Ikebukuro West Gate Park                              | 6 octobre 2020         | 22 décembre 2020       | 12         | Basée sur une série de romans écrite par Ira Ishida,.                                                                 |
| 2020    | Maōjō de oyasumi (ja)                                 | 6 octobre 2020         | 22 décembre 2020       | 12         | Basée sur le manga de Kagiji Kumanomata.                                                                              |
| 2021    | Osamake (en)                                          | 14 avril 2021          | 30 juin 2021           | 12         | Basée sur le light novel écrit par Shūichi Nimaru.                                                                    |
| 2021    | Selection Project (en)                                | 1er octobre 2021       | 24 décembre 2021       | 13         | Basée sur le projet multimédia produit par Kadokawa.                                                                  |
| 2021    | My Senpai is Annoying                                 | 10 octobre 2021        | 26 décembre 2021       | 12         | Basée sur le manga de Shiro Manta.                                                                                    |
| 2022    | Chiikawa (en)                                         | 4 avril 2022           | À annoncer             | À annoncer | Basée sur le manga de Nagano,.                                                                                        |
| 2022    | RPG Real Estate (en)                                  | 6 avril 2022           | 22 juin 2022           | 12         | Basée sur le yonkoma manga écrit par Chiyo Kenmotsu,.                                                                 |
| 2022    | Shikimori n'est pas juste mignonne                    | 10 avril 2022          | 10 juillet 2022        | 12         | Basée sur le manga de Keigo Maki,.                                                                                    |
| 2023    | Technoroid Overmind (en)                              | 5 janvier 2023         | 30 mars 2023           | 12         | Basée sur le projet multimédia produit par Noriyasu Agematsu (en),.                                                   |
| 2023    | Oshi no ko                                            | 12 avril 2023          | 28 juin 2023           | 11         | Basée sur le manga de Aka Akasaka,                                                                                    |
| 2024    | Jellyfish Can't Swim in the Night                     | 6 avril 2024           | 22 Juin 2024           | 12         | Projet original célébrant les 50 ans du studio Doga Kobo.                                                             |
| 2024    | Alya Sometimes Hides Her Feelings in Russian          | 3 juillet 2024         | 18 septembre 2024      | 12         | Basée sur le light novel de SunSunSun.                                                                                |
| 2024    | Oshi no ko saison 2                                   | 3 juillet 2024         | 6 octobre 2024         | 13         | Suite de Oshi no ko.                                                                                                  |
| 2025    | The Shiunji Family Children                           | 8 avril 2025           | À venir                | À annoncer | Basée sur le manga de Reiji Miyajima.                                                                                 |
| 2026    | Alya Sometimes Hides Her Feelings in Russian saison 2 | À venir                | À venir                | À annoncer | Suite de la saison 1 de Alya Sometimes Hides Her Feelings in Russian.                                                 |
| À venir | Möbius Dust                                           | À venir                | À venir                | À annoncer | Basée sur une histoire écrite par Hajime Shinagawa.                                                                   |
| À venir | Oshi no ko saison 3                                   | À venir                | À venir                | À annoncer | Suite de la saison 2 de Oshi no ko.                                                                                   |

### Films
| Année | Titre                                                | Date de sortie                   | Notes                                            |
| ----- | ---------------------------------------------------- | -------------------------------- | ------------------------------------------------ |
| 2005  | Kahei no umi                                         | 16 juillet 2005                  | Projet original ; biopic de Takadaya Kahei (ja). |
| 2017  | Tōken Ranbu: Hanamaru - Makuai kaisōroku (ja)        | 1er décembre 2017                | Film récapitulatif de la série.                  |
| 2022  | Toku Touken Ranbu: Hanamaru -Setsugetsuka- (ja)      | 20 mai 2022 – 1er septembre 2022 | Trilogie de film de Touken Ranbu: Hanamaru.      |
| 2022  | Wataten!: An Angel Flew Down to Me: Precious Friends | 2022                             | Basé sur Watashi ni tenshi ga maiorita!.         |

### OAV
| Année | Titre                                                                        | Date(s) de sortie | Notes                                                          |
| ----- | ---------------------------------------------------------------------------- | ----------------- | -------------------------------------------------------------- |
| 1988  | Uchū kazoku Carlvinson (ja)                                                  | 21 décembre 1988  | 1 épisode. Adaptation du manga.                                |
| 2006  | Memories Off #5: Togireta Film (ja)                                          | 29 mars 1988      | 1 épisode. Adaptation du visual novel.                         |
| 2009  | Koihime†Musō (ja)                                                            | 1er avril 2009    | 1 épisode.                                                     |
| 2010  | Shin Koihime†Musō: Live Revolution (ja)                                      | 7 juillet 2010    | 1 épisode.                                                     |
| 2010  | 11eyes                                                                       | 25 juin 2010      | 1 épisode spécial.                                             |
| 2011  | Shin Koihime†Musō: Otome Tairan - Gakuensai da yo! Zenin shūgou no koto (ja) | 2 février 2011    | 1 épisode.                                                     |
| 2011  | Hoshizora e kakaru hashi OVA Special (ja)                                    | 21 décembre 2011  | 1 épisode spécial.                                             |
| 2014  | GJ-bu@ (ja)                                                                  | 14 mai 2014       | 1 épisode spécial.                                             |
| 2015  | Himōto! Umaru-chan                                                           | 19 octobre 2015   | Épisode compris avec l'édition limitée du 7e volume du manga.  |
| 2017  | Himōto! Umaru-chan                                                           | 19 avril 2017     | Épisode compris avec l'édition limitée du 10e volume du manga. |
| 2019  | UzaMaid! (en)                                                                | 24 avril 2019     | 1 épisode.                                                     |
| 2019  | Watashi ni tenshi ga maiorita!                                               | 24 mai 2019       | 1 épisode.                                                     |